# Forenses, cuerpos que hablan
Forenses, cuerpos que hablan fue un ciclo médico- policial argentino emitido por Canal 9 desde el 30 de septiembre de 2005 hasta el 13 de enero de 2006, conducido por Raúl Torre y Osvaldo Raffo. Esta serie consta de 10 capítulos.

## Historia
El programa que se transmitía semanalmente por Canal 9, trataba, básicamente, de relatar casos policiales muy renombrados y macabros desde la óptica de los forenses. El ciclo fue conducido por el Dr. en criminalística Raúl Torre y el médico legista Osvaldo Raffo, quienes además participaron en los casos como profesionales. También se contó con las características y sombrías voz en off del locutor Arturo Cuadrado y de la actriz Mónica Galán.
Se trató de una serie de capítulos en donde especialistas en policía judicial y medicina forense eran los encargados de ir narrando con una mirada crítica propia de médicos y policías a lo largo de 40 minutos casos verídicos que sucedieron en Argentina. La realización general de este único ciclo (10 episodios) estuvo a cargo de Marcelo Tinelli (Ideas del Sur).
El ciclo periodístico se emitió durante el 2005 hasta el 2007 con dos temporadas contando de 10 episodios con 3 o 4 historias cada una.

## Equipo
- Conducción: Raúl Torre.
- Coconducción: Osvaldo Raffo
- Voz en off: Arturo Cuadrado y Mónica Galán.
- Producción periodística: Mauro Sztajnszrajber, Victoria Ponce, Carlos Torres, Andre Jafelle Fraga, Claudia Abregú, Carolina Masci, Emiliano Fernández, Javier Sinay, Romina Schiavi y Diego Recchini.
- Coordinación periodística: Ignacio Ramírez.
- Coordinación de posproducción: Gonzalo Otalora.
- Postproducción de audio: Norberto Symner
- Edición: Pablo Catalano y Jonathan Barg juan manuel arnaud
- Guion: Marisel Lloberas,Nuri Abramqwicz,Rafael Winograd, Gabriel Nesci, ]] e Iván Tocman.
- Coordinación de guion y contenido: Esther Feldman
- Producción ejecutiva: Javier Zilberman
- Dirección: Javier Pérez
- Producción artística: Pablo Culell
- Producción general: Sebastián Ortega
- Realización general: Marcelo Tinelli

## Algunos episodios
1. 1°:

- Asesinato de la Familia Yin (Masacre de la familia Yin: 28/06/1992).
- Funcionamiento de cámaras de seguridad (Caso nov/1997- secuencias del asesinato de un ladrón en Loma de Zamora- Caso 28/07/2005).
- Desaparición del cadáver de Elvira Martínez (Muerte y desaparición de Elvíra Martínez:06/04/2005).

1. 2°:

- Pedro Peralta Martín (Crimen del empresario metalúrgico Pedro Peralta Martín: 10/05/1996).
- Freezer (Crimen de Rubén Ceibane: feb/1994).
- Padrastro (Crimen de José Horacio Campos: 02/06/1993).

1. 3°:

- Jaque Mate (Crimen del ajedrecista Saúl Canessa: 23/06/1992).
- Destino (Crimen del cantante del grupo "Tierra", Gustavo García: 02/11/2002).
- El matadero (Crímenes del empresario Gustavo Spinelli y compañero: 18/12/1998).

1. 4°:

- Pai Umbanda (Crímenes de Susana Tramasera (técnica del CONICET): 06/12/2002[1] y la geóloga argentina Patricia Galán de Moi: 03/06/2002)[2]
- Ana María (Crimen de Ana María Domínguez: 10/04/2000).[3]
- Luminol (Crimen del albañil José Alberto Zapata: 19/08/2001).

1. 5:

- 1 cm (Accidente por bala perdida al camarógrafo Guillermo Galván: 09/may/1997).[4]
- Poemas de amor (Crimen de María Laura Álvarez: 09/11/2000).
- Grandes bandas (Luis Alberto Valor y Oscar "La Garza" Sosa: 1991/1992, Asalto 23/09/1979, Asalto 03/04/1996, otros).
- Claudio Amigo (Crimen del comerciante Claudio Amigo: 26/11/2001).[5]

1. 6:

- Viuda negra (Crimen de Juan Battistino: 02/06/1995).[6]
- Delivery (Accidente por ahogamiento de NN: 17/11/2001).
- Aceite de avión (Defunción de Travesti: ?/?/?)
- Urticaria (Defunción de NN de 50 años: ?/?/?)

1. 7°:

- 24 horas (Crimen de Elena Lucero : 23/10/1998).[7]
- Masacre de la flia Quiroga (Crímenes de Omar, Gladys y María Belén Quiroga: 29/09/2001).[8]
- La clave (Crimen de la secretaria Claudia Colo: 15/01/2000).[9]

1. 8:

- Ojos de madre (Crimen de la maestra jardinera Fabiana Gandiaga: 20/10/2001).[10]
- El nudo (Crimen de NN masculino asesinado por su mujer: 06/08/1997).
- Sin pistas (Defunción de una NN femenina por sobredosis: 22/07/1993).